# Увуло-эпиглоттальные согласные
Увуло‐эпиглоттальные согласные — вдвойне сочленённые (двухфокусные) согласные, производимые произнесением одновременно увулярного и эпиглоттального согласных. Примером является сомалийский "увулярный" взрывной /q/, который на самом деле является глухим увулярно-эпиглоттальным взрвыным [q͡ʡ], как, например, в [q͡ʡíìq͡ʡ] "испускать дым".